# Sainte-Geneviève-de-Batiscan
Sainte-Geneviève-de-Batiscan är en kommun av typen socken (municipalité de paroisse) i provinsen Québec i Kanada. Den ligger i regionen Mauricie, i den sydöstra delen av landet, 290 km öster om huvudstaden Ottawa. Antalet invånare var 1 028 vid folkräkningen 2021. Landarean är 98 kvadratkilometer.